# Janagiszava Hakuo
Janagiszava Hakuo (japánul: 柳沢伯夫, nyugaton:  Hakuo Yanagisawa) (Fukuroi, Sizuoka, 1935. augusztus 18. –) japán politikus, a Liberális Demokrata Párt színeiben a Japán Országgyűlés Képviselőházának tagja. Korábban egészségügyi, munkaügyi és népjóléti miniszter volt Abe Sindzó kormányában. Választókerülete Sizuoka prefektúra 3. körzete.
2007 januárjában sok kritika érte, mivel a nőket „életadó gépeknek” nevezte a csökkenő születési arányról tartott egyik beszédében.

## Élete
Japán középső részéből, Fukuroi városából származik. A Tokiói Egyetem Jogi Karán végzett 1961-ben. Negyvennégy évesen választották meg képviselőnek első alkalommal, de a 2009-es választásokon elvesztette mandátumát. A Képviselőházban több bizottság elnöke volt, Obucsi Keidzó és Mori Josiró kormányában (1998–2000, 2000–2001) is szolgált.